# 新潟県立川西高等学校
新潟県立川西高等学校（にいがたけんりつ かわにしこうとうがっこう、英称：Niigata Prefectural Kawanishi High School）とは、新潟県十日町市にかつて所在していた県立高等学校である。

## 沿革

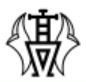
校章

- 1973年12月22日 - 新潟県立十日町高等学校定時制千手分校（定時制）より改組、全日制川西分校を設置。
- 1977年4月1日 - 十日町高校から独立、新潟県立川西高等学校として開校（普通科4学級）。
- 1977年6月25日 - 開校記念式典挙行、校旗樹立。
- 1978年3月25日 - 体育館竣工。
- 1978年6月12日 - 校歌制定。
- 1979年3月31日 - 普通教室棟竣工、現校舎へ移転。
- 1981年5月7日 - 特別教室棟竣工。
- 1981年10月15日 - 新校舎竣工記念式典挙行。
- 1983年12月16日 - 柔剣道場竣工。
- 1996年4月1日 - 本年度入学生より新制服を採用。
- 2004年10月23日 - 新潟県中越地震発生、校舎・校地に多大な被害を受ける。
- 2006年11月11日 - 創立30周年記念式典挙行。
- 2009年7月～ - 校舎改修工事。
- 2016年度 - 新潟県立十日町高等学校への統合に伴い募集停止。
- 2018年3月31日 - この日をもって閉校する。
- 2018年4月 - 校舎が新潟県立川西高等特別支援学校に転用される。

## 学校行事
- 4月 - 入学式、基礎力テスト、新入生オリエンテーション、生徒総会
- 5月 - 1年地域探訪、2・3年遠足、中間考査
- 6月 - 体育祭
- 7月 - 期末考査、球技大会、1年救命救急法・ボランティア体験、2年インターンシップ体験
- 8月‐2009年、校舎大規模改修（教室棟、特別棟（一部）立ち入り禁止）
- 9月 - 基礎力テスト
- 10月 - 中間考査、緑江祭（文化祭）、2年修学旅行
- 12月 - 期末考査
- 1月 - 基礎力テスト、1・2年中間考査、3年学年末考査
- 2月 - 1・2年スキー授業、学年末考査
- 3月 - 卒業式

## 部活動
- 野球部
- ソフトテニス部（男・女）
- バドミントン部（男・女）
- バスケットボール部（男）
- 陸上部
- 吹奏楽部（同好会）
- 美術部
- ボランティア部

　　　※活動中の部活のみ

## 交通・アクセス方法
- JR東日本（飯山線）・北越急行（ほくほく線）十日町駅より自家用車：約15分（6.2km）
- 越後交通｢川西高校前｣バス停より徒歩：約1分

## 著名な出身者
- 俵山栄子（タレント）